# Ху Чаншэн
Ху Чаншэн (кит. 胡昌升, род. декабрь 1963, Гаоань, Цзянси) — китайский государственный и политический деятель, секретарь (глава) парткома КПК провинции Ганьсу с 7 декабря 2022 года .
Ранее губернатор провинции Хэйлунцзян (2021—2022), секретарь парткома КПК города Сямынь (2019—2021), мэр города Суйнин (2006—2012).
Делегат Всекитайского собрания народных представителей 11 и 13-го созывов. Кандидат в члены ЦК КПК 19-го созыва, член Центрального комитета Компартии Китая 20-го созыва.

## Биография
Родился в декабре 1963 года в уезде Гаоань, провинция Цзянси.
В сентябре 1982 года поступил в Институт геологии Чэнду (ныне Технологический университет Чэнду), по окончании которого получил диплом магистра в области геологической разведки и разведки полезных ископаемых и остался на преподавательской ставке в университете. В декабре 2003 года получил докторскую степень по истории в Шаньдунском университете.
Политическую карьеру начал в декабре 1998 года с назначения на должность заместителя магистрата (главы исполнительной власти волостного уровня) района Цзиньцзян — одного из одиннадцати городских округов столицы провинции Сычуань города Чэнду. В январе 2002 года переведён главой парткома КПК уезда Инцзин и занимал эту должность на протяжении чуть более двух лет. В феврале 2004 года назначен заведующим Организационным отделом парткома КПК города Яань, вошёл в состав Постоянного комитета горкома КПК. В октябре 2006 года стал заместителем секретаря горкома КПК Суйнина и в следующем месяце одновременно мэром этого города. В феврале 2012 года направлен заместителем главы парткома КПК Гардзе-Тибетского автономного округа, а спустя два месяца возглавил партком округа .
В июне 2015 года получил перевод в соседнюю провинцию Цинхай на пост заведующего Орготделом парткома КПК провинции — членом Постоянного комитета парткома КПК по совместительству. В июле 2017 года направлен на аналогичные должности в провинцию Фуцзянь. В феврале 2019 года назначен главой парткома КПК города Сямынь, с сентября следующего года начал совмещать эту должность с постом заместителя секретаря парткома КПК провинции Фуцзянь.
В январе 2021 года переведён в северо-восточную провинцию Хэйлунцзян и назначен первым по перечислению заместителем секретаря парткома КПК и главой партотделения народного правительства провинции. 22 февраля 2021 года утверждён в должности губернатора провинции Хэйлунцзян на 5-й сессии Собрания народных представителей провинции 13-го созыва.
7 декабря 2022 года решением Центрального Комитета Компартии Китая назначен на высшую региональную позицию секретарём (главой) парткома КПК провинции Ганьсу.